# Drew Barrymore
Drew Blyth Barrymore (Culver City, Califòrnia, 22 de febrer de 1975) és una actriu i productora de cinema i televisió estatunidenca.

## Ascens a la fama
Drew Barrymore és filla dels actors Ildiko Jaid Mako i John Drew Barrymore i, per tant, estava destinada a ser una estrella. El seu pare, el seu avi i els seus oncles també van ser importants actors. Als 11 mesos la seva mare començà a dur-la a càstings per a la televisió, i amb 2 anys s'estrenà en alguna sèrie de televisió. Els següents anys, Drew va créixer convertint-se en una encantadora i imaginativa nena. El seu somriure era enlluernant i tenia una personalitat que enganxava. El seu debut en el cine li arribaria als 4 anys en el paper de la filla de William Hurt a Altered States (1980), un film de ciència-ficció dirigit per Ken Russell.
Als sis anys, Barrymore realitzà una prova per a Poltergeist del seu padrí jove Steven Spielberg. Però tot i tenir un gran contacte, no aconseguí el paper, sinó el paper de la petita Gertie en la famosa pel·lícula E.T.: L'extraterrestre (1982). Gràcies a aquesta aparició aconseguí un Premi Joventut en el Cinema i una candidatura als Premis de l'Acadèmia Britànica de Cinema i Televisió (BAFTA) en la categoria d'Actriu Novel més Destacada.
Va ser un gran èxit: l'audiència s'enamorà d'ella. Va fer diverses aparicions a la televisió en The Tonight Show of Johnny Carson, i també fou la presentadora més jove de Saturday Night Live. Era el centre de l'escenari, els focus la seguien i tot provocà estrès i dubtes sobre ella mateixa. El món descansava sobre les espatlles de Drew i amb tot arribà a ser massa pes.

## Edat de rebel·lia
Als 9 anys ja fou víctima de les drogues i de l'alcohol, encara que seguia treballant. Va ser estrella de tres pel·lícules més: Ulls de foc (1984),  Irreconcilable Differences (1984) i Cat's Eye (1985). Les pel·lícules no tan sols augmentaren la seva fama, sinó que també li crearen problemes. Als tretze, tocà fons. Drew es trobava fora de control i s'havia de fer alguna cosa. L'any 1988 l'actriu fou ingressada a l'ASAP Treatment Center (un centre per a tractar la drogoaddicció i els problemes mentals) gràcies a la seva mare. Després d'anys d'autodestrucció i d'intents de suïcidi, finalment va tornar en si. Es recuperà i als catorze anys publicà la seva autobiografia, titulada Little Girl Lost.

## Retorn a la fama
Als 19 anys, Drew es va casar amb Jeremy Thomas, un matrimoni que durà tan sols tres mesos. Com que la seva carrera començava a prosperar amb pel·lícules, se li va proposar aparèixer en revistes i altres publicacions com per exemple Guess, Playboy o Interview, fet que consolidà la seva imatge sexy. Posteriorment, Drew fundà el 1995 la seva pròpia productora, Flower Films.
L'actriu seguí protagonitzant pel·lícules i sortint en diverses comèdies romàntiques televisives.
A més d'una sèrie d'aparicions i pel·lícules produïdes per la seva companyia, Flower Films, incloent Els àngels de Charlie, Barrymore va obtenir un paper dramàtic en la comèdia/drama Riding in Cars with Boys (2001), interpretant a una mare adolescent en un matrimoni fracassat amb la droga - pare addicte (basada en la història de la vida real de Beverly D'Onofrio). El 2002, Barrymore aparegué en Confessions of a Dangerous Mind, juntament amb Sam Rockwell i Julia Roberts.

## Flower Films
El 1995, Barrymore formà Flower Films, una productora, amb el seu soci de negocis, Nancy Juvonen. La primera pel·lícula produïda per l'empresa va ser el 1999, Never Been Kissed. La segona oferta de la companyia va ser Els àngels de Charlie (2000), un gran èxit de taquilla que ajudà a solidificar la posició de Barrymore i l'empresa.
Quan va veure amenaçada la producció de la primera pel·lícula de Richard Kelly, Donni Darko, Drew feu un pas endavant amb la filmació de Flower Films i agafà el petit paper de Karen Pomeroy, professora d'anglès del protagonista.
El 2003, Barrymore va protagonitzar Els àngels de Charlie: Al límit, juntament amb les mateixes actrius, Cameron Diaz i Lucy Liu. Protagonitzà en companyia d'Adam Sandler la pel·lícula 50 primeres cites (2004), Tu la lletra, jo la música (2007) i hi posà veu a la pel·lícula Beverly Hills Chihuahua (2008), protagonitzada per Jamie Lee Curtis, Piper Perabo i Manolo Cardona.

## Vida personal
Drew va patir maltractament infantil. Els seus pares eren tots dos drogoaddictes i sovint negligents. Quan tenia nou anys, la mare va introduir-la en el món del sexe i les drogues. Amb tretze anys va entrar a rehabilitació i amb catorze es va poder emancipar.

## Filmografia
Com actriu
| - Altered States, 1980 - ET, l'extraterrestre, 1982 - Ulls de foc, 1984 - Irreconcilable Differences, 1984 - Cat's Eye, 1985 - Babes in Toyland, 1986 - See You In The Morning, 1989 - Far From Home, 1989 - Motorama, 1991 - Waxwork II: Lost in Time, 1992 - La mala herba (Poison Ivy), 1992 - Guncrazy - The Amy Fisher Story, 1993 - No Place to Hide, 1993 - Doppelganger, 1993 - Dos bojos amb sort 2 (Wayne's World 2), 1993 - Inside the Goldmine, 1994 - Bad Girls, 1994 - Boys on the Side, 1995 - Mad Love, 1995 - Batman Forever, 1995 - Tothom diu "I love you" (Everyone Says I Love You), 1996 - Scream, 1996 - Wishful Thinking, 1997 - Els padrins, 1997 - El noi ideal (The Wedding Singer), 1998 - Miss you already, 2015 | - Ever After, 1998 - Home Fries, 1998 - Never Been Kissed, 1999 - Olive, the Other Reindeer, 1999 - The Simpsons, 2000 - Somnis d'adolescent (Skipped Parts), 2000 - Titan A.E., 2000 - Els àngels de Charlie, 2001 - Donnie Darko, 2001 - Freddy Got Fingered, 2001 - Els nois de la meva vida (Riding in Cars with Boys), 2001 - Confessions of a Dangerous Mind, 2002 - Els àngels de Charlie: Al límit (Charlie's Angels: Full Throttle), 2003 - Dúplex, 2003 - 50 primeres cites (50 First Dates), 2004 - My Date With Drew, 2005 - Robot Chicken, 2005-2009 - Curious George, 2006 - Music and Lyrics, 2007 - Lucky You, 2007 - Beverly Hills Chihuahua, 2008 - He's Just Not That into You, 2009 - Grey Gardens, 2009 - Whip It!, 2009 - Everybody's Fine, 2009 - Going the Distance, 2010 |

Com a directora
- 2004: Choose or Lose Presents: The Best Place to Star. Documental.
- 2009: Whip It

Com a productora
- 1999: Never Been Kissed. Productora executiva.
- 2000: Els Àngels de Charlie. Productora.
- 2001: Donnie Darko. Productora executiva.
- 2003: Charlie's Angels:Full Throttle. Productora.
- 2003: Duplex, productora.
- 2005: Dúplexen joc (Fever Pitch). Productora.
- 2009: Què els passa, als homes? (pel·lícula). Productora executiva.
- 2009: Whip It. Productora executiva.